# Mario Callejo
Mario Miguel Callejo (Mar del Plata, 17 de agosto de 1951) es un militar argentino veterano de guerra de Malvinas (VGM) con el grado de brigadier general. Fue jefe del Estado Mayor General de la Fuerza Aérea (JEMGFA) desde julio de 2013 hasta enero de 2016.
Accedió al máximo cargo de la aeronáutica el día miércoles 3 de julio de 2013, siendo designado como titular de dicha fuerza armada desde esa fecha hasta el 26 de enero de 2016, cuando fue sucedido por el brigadier Enrique Amrein

## Carrera militar
Ingresó a la Escuela de Aviación Militar en el año 1972 y egresó en 1975 con el grado de Alférez. En 1976, realizó el curso de Aviador Militar. Posteriormente efectuó el curso de Piloto de Combate en la IV Brigada Aérea de Mendoza, en 1977. Un año después, pasó a revistar a la V Brigada Aérea en Villa Reynolds. En dicho destino, realizó el curso del sistema de armas A-4B Skyhawk. Fue destinado a la VI Brigada Aérea en  Tandil durante 1981, donde hizo el curso del sistema de armas Mirage V Dagger. 

### Guerra de las Malvinas
Con el grado de teniente, integró el II Escuadrón Aeromóvil de despliegue con asiento en San Julián Santa Cruz donde protagonizó tres misiones, piloteando un Dagger.
- 21 de mayo

Formando parte de una escuadrilla, indicativo «Laucha», compuesta por el capitán Luis Alberto Puga, junto a los tenientes César Fernando Roman (C-421) y Callejo (C-415), los dos primeros atacaron a la fragata tipo 22, HMS Brilliant, impactándola, mientras Callejo atacó a una fragata cercana. Arribaron a San Julián a las 16.40 h.

- 24 de mayo

El primer teniente Jorge Dellepiane (C-434), junto a los tenientes Carlos Musso (C-420) y Callejo (C-421), formando la escuadrilla «Plata», atacaron los buques del estrecho sin éxito, debido en parte al intenso fuego antiaéreo de buques y tropas en tierra. Retornaron al continente a las 13.00 h.

- 8 de junio

Con indicativo «Carta», el Mayor Luis Domingo Villar, y los tenientes Daniel Valente y Mario Callejo, simularon un ataque con el fin de confundir a las patrullas aéreas (PAC) para que otras formaciones de ataque pudieran realizar el ataque aéreo de bahía Agradable, sin encontrar objetivos, retornaron a base a las 14.50 h.

## Luego de la guerra
En 1986, fue habilitado como jefe de Escuadrilla de Dagger e Instructor de Vuelo del sistema M-V Dagger. Al año siguiente, estuvo destinado en el Taller Regional Río Cuarto, en la VI Brigada Aérea. Luego fue jefe del departamento Planes y Programas dependiente del Comando de Operaciones Aéreas, En el periodo comprendido entre 1995 y 1997, es destinado nuevamente a la VI Brigada Aérea donde se desempeña como jefe de Escuadrón M-V y Jefe Departamento Operaciones. En 1998 y 2002 fue destinado al Comando de Operaciones Aéreas donde ocupó diversos cargos asumiendo como jefe del Comando los últimos dos años. Durante el periodo 2003-2004 fue agregado aeronáutico en la República de Chile. En 2005-2006 asumió la jefatura de la VI Brigada Aérea. A posteriori fue jefe III Planificación. 2007-2008 e inspector General de la Fuerza Aérea, en el periodo 2009 a 2013.

## Titular de la Fuerza Aérea Argentina
Fue ascendido a través del decreto presidencial N.º 834/2013,
 Acto que se llevó a cabo en el Colegio Militar de la Nación, el miércoles 3 de julio, y fue encabezado por la presidenta de la Nación, Cristina Fernández de Kirchner, quien tomó juramento y puso en funciones al titular mencionado junto a los nuevos jefes del Ejército, general de división César Santos Gerardo del Corazón de Jesús Milani, y la Armada, contralmirante Gastón Fernando Erice.
El 18 de diciembre de 2013, La Cámara de Senadores de la Nación Argentina, aprobó su ascenso a brigadier general.

## Condecoraciones y distintivos
Durante su carrera ha recibido numerosas condecoraciones y distintivos:
- «Distintivo Aviador Militar».
- «Oficial de Estado Mayor» Escuela Superior de Guerra Aérea.
- Medalla al Valor en Combate por la guerra de Malvinas.
- Medalla a los Combatientes.
- «Distintivo Escuela de Aviación Militar» EAM (Argentina).
- «Curso Superior de Comando» en Escuela Superior de Guerra Aérea (Argentina).
- «Curso Básico de Conducción» en Escuela Superior de Guerra Aérea (Argentina).
- «Distintivo De Campaña de Primera clase de la Fuerza Aérea Argentina por su actuación en Malvinas».
- «Condecoración Estrella Militar de las Fuerzas Armadas en el grado de Estrella al Mérito Militar» otorgada por la Fuerza Aérea de Chile.
- «Condecoración Orden del Mérito Aeronáutico en el grado de Gran Oficial», otorgada por la República Federativa de Brasil.
- Gran Oficial de la Medalla al Mérito Aeronáutico de la República Oriental del Uruguay.[12]